# Biztonságos szex
Biztonságos szexnek nevezzük az olyan közösülést, amelyben a nemi betegségek tovaterjedésének, valamint a nem kívánt terhesség bekövetkezésének esélye minimális. A két eset ellen különböző védekezési módszerek ismertek. A leggyakrabban előforduló módszerek a következő felsorolásban találhatók.
Egyes országokban (elsősorban az USA-ban és Kanadában) az utóbbi időben inkább a biztonságosabb szex megnevezést használják azon az alapon, hogy a nemi úton terjedő betegségek átadásának esélye a különböző szexuális tevékenységek során inkább egy skála mentén határozható meg, nem csupán a „biztonságos” vagy „veszélyes” szélső értékekkel. Sok más országban azonban továbbra is a biztonságos szex elnevezést használják.
A fejlett szexuális nevelésre épülő korszerű magánéleti tudatosság és a feminista megközelítésű szexpozitivitás elve nagyban hozzájárulhat a vanilla szexualitás személyes megéléséhez addig, ameddig a benne résztvevő felnőtt emberek egymással jóváhagyásos, beleegyezéses alapon végzik.

## Konkrét megelőzési módszerek

### Gumióvszer
A gumióvszer egy vékony, latexgumiból készült rugalmas zsák, mely illeszkedik a hímvessző alakjához. Közösülés előtt a férfi a merev péniszre helyezi, mely ezek után mechanikai akadályt képez az ondónak és a spermiumoknak a hüvelybe kerülés ellen. A módszer előnye, hogy a nem kívánt terhesség és a nemi úton terjedő betegségek ellen is véd, hátránya, hogy a szexuális élményt csökkentheti. Különböző fajták léteznek, síkosított verzió, bordázott verzió, stb. melyek az élmény javítását szolgálják.

### Pesszárium
A pesszárium a gumióvszer női "megfelelője", egy vékony, vegyszerrel kezelt gumihártya, melyet a méhszájra kell helyezni közösülés előtt. A spermicid vegyszer (változó típusú de hasonló összetételű lehet) elpusztítja az ondósejteket, így viszont csak a nem kívánt terhesség ellen véd.

### Fogamzásgátló tabletták
A modern fogamzásgátló tabletták a női hormonszintet változtatják meg. Sokféle van, a legtöbb a petesejt beágyazódását akadályozza meg a méh nyálkahártyájába, lehetetlenné téve a terhességet. Hátránya, hogy nem véd a nemi úton terjedő betegségektől, így csak megbízható partnerrel érdemes használni, ezenkívül, mivel hormonkészítmény, számos mellékhatása van. Csak nőgyógyász írhatja fel. Előnye, hogy a szexuális élményt nem csökkenti.

### Naptár-módszer, hőmérőzés
Ez a két módszer ugyanazon az elven alapul: A menstruációs ciklus azon szakaszában kell kerülni a közösülést, amikor a petesejtnek a legnagyobb esélye van a megtermékenyülésre. Ez az időszak a peteérés, három napig szokott tartani. A naptárazás ezeket a napokat a menstruációs naptárból határozza meg, ami pontatlan is lehet, mivel ritka, hogy egy nőnek egyenletes ciklusai legyenek. A hőmérőzés lényege, hogy egy hőmérővel megmérjük a reggeli testhőmérsékletet, mely ezeken a napokon alacsonyabb a normálisnál. Mindkét módszer elég pontatlan, és egyáltalán nem véd a nemi úton terjedő betegségektől.

### Megszakított közösülés
Ez a módszer abból áll, hogy a férfi a magömlés előtt eltávolítja a hímvesszőt a hüvelyből. Mivel ehhez megfelelő mennyiségű önuralom szükséges, és a közösülés során biztosan a hüvelybe kerülő előnedv is tartalmazhat hímivarsejteket, illetve a módszer nem véd a nemi úton terjedő betegségektől, elég kockázatos minden szempontból.